# 威廉·沃克
威廉·沃克（英語：William Walker，1824年5月8日—1860年9月12日）是一名美国医师、律师、记者和雇佣兵，以其於拉丁美洲的私营军事远征，及於當地建立以英语為官方語言的個人殖民地聞名。沃克在1856年曾一度成為尼加拉瓜总统，但次年旋即被中美洲聯军擊潰，最終被洪都拉斯政府于1860年处死。

## 早年
威廉·沃克1824年出生于田纳西州的纳什维尔。他的父亲詹姆斯·沃克是一位苏格兰移民的儿子，母亲玛丽·诺威尔是一位革命战争时期军官的女儿。
沃克十四岁就以最优等生的身份从纳什维尔大学毕业了。之后的两年，他留学欧洲，先后在爱丁堡大学、海德堡大学、哥廷根大学和巴黎大学攻读医药。在他留学期间，欧洲发生了1848年革命。加里波第、马克思等人的政治思想对他后来的海外掠夺产生了一些影响。十九岁时，他从宾夕法尼亚大学获得医学学士学位。在费城进行了简短的从医经历后，他来到新奥尔良学习法律。
他只从事了一段时间的法律工作，后来成为了《新奥尔良新月》的合伙拥有人和编辑。1849年，他搬到旧金山。在那里他成为了一名记者，进行过三次决斗，并在其中两次决斗中负伤。此时的沃克有了征服拉丁美洲广阔土地并建立隶属于美国聯邦政府的奴隶制自治州的野心。

## 远征墨西哥
1853年夏天，沃克来到墨西哥的瓜伊马斯，要求当地政府同意在墨西哥建立美国殖民地，以防衛美国南部边疆，防止土著的报复。遭墨西哥政府拒绝后，沃克回到旧金山，决心要获得自己的殖民地。他开始从那些支持海外掠夺和“美国天命论”的美国人中招兵买马。这些人大多来自田纳西州和肯塔基州。他的野心慢慢从成立起缓冲作用的殖民地扩大到了建立一个独立的索诺拉共和国，并使其最终成为邦联的一部分，就像之前的德克萨斯共和国那样。他通过贩售可以在未来的索诺拉共和国赎回的债券来募集资金。
1853年10月15日，沃克携45名壮士一同出发去征服位于下加利福尼亚（加利福尼亚半岛）和索诺拉的墨西哥领土。他成功占领了人烟稀少的下加利福尼亚的首府拉帕斯，并宣称其为下加利福尼亚共和国的首都。他宣布自己为共和国总统，同伴瓦特金斯为副总统。他在这一区域实行路易斯安那州的法律，承认奴隶制合法。为了保证政府运行的安全，他将总部转移到了恩塞纳达。尽管他从未占领过索诺拉地区，三个月不到以后，他就宣布下加利福尼亚为索诺拉共和国的一部分。
補給的不足和墨西哥政府出人意料的顽强抵抗很快就迫使沃克撤退。索诺拉共和国也因此滅亡。回到加利福尼亚州后，他由于支持了一场违反中立法的战争而遭到法庭审判。在那个“美国天命论”的时代，他的海外掠夺行为在美国南部和西部受到很大的欢迎。结果陪审团只用了八分钟便宣布他无罪。

## 征服尼加拉瓜
由于当时太平洋与大西洋之间没有跨洋航线，而美洲洲际铁路也还没有完工，纽约和旧金山之间的主要贸易路线需要经过尼加拉瓜南部。来自纽约的船只要从大西洋进入圣胡安河然后驶经尼加拉瓜湖。接着货物和旅客要乘公共马车经过里瓦斯城旁一条狭窄的地峡，然后才能到达太平洋，再经船到达旧金山。这条路线的商业扩张权已经被尼加拉瓜政府授予华尔街的运输大亨科尼利厄斯·范德比尔特。
1854年，尼加拉瓜的保守党和民主党之间爆发了一场内战。民主党向沃克寻求军事援助。沃克规避了中立法，与民主党党首签订了一份合同，承诺带领300名殖民地开拓者到尼加拉瓜。这些雇佣兵被授予了携带武器的权利。1855年5月3日，沃克和大约60人从旧金山航行到尼加拉瓜。着陆之后，170名当地人和大约100名美国人的加入增强了他们的力量。其中包括著名的勘探者、记者查尔斯·威尔金斯·韦伯和英国探险者查尔斯·弗雷德里克·海宁森。
在民主党领袖卡斯特伦的同意下，沃克袭击了位于里瓦斯的保守党势力。他最后被驱逐走了，但给保守党势力带去了沉重的伤亡。9月4日，在万福战役期间，沃克打败了保守党军队。10月13日，他征服了保守党势力的首都格拉纳达并获得了对尼加拉瓜的有效控制。最初，作为军队指挥官，他通过扶植总统帕特里修·里瓦斯来实行傀儡统治。在沃克统治期间，这个国家被称作“沃克拉瓜”。1856年5月20日，美国总统富兰克林·皮尔斯承认了沃克在尼加拉瓜的保守党政权。
与此同时，范德比尔特运输公司的部下C.K.加里森和查尔斯·摩根向海外掠夺者提供资金和物流援助，交换条件是要求沃克取得运输公司的财产并将其转移到两人手中。被激怒的范德比尔特成功对美国政府施加压力，使其取消了先前对沃克政府的承认。
沃克关于进一步拓宽对中美洲的占领的言论曾经使尼加拉瓜的邻国以及美国与欧洲的潜在投资者感到害怕。哥斯达黎加总统胡安·拉法·莫拉拒绝了沃克关于建立外交关系的主动示好，并在他的统治期间宣战，即“1856－1857年戰事”。沃克先发制人地派施莱辛格上校侵略哥斯达黎加，但他的军队在1856年三月的圣罗莎战役中被打败。1856年4月，哥斯达黎加陆军打入尼拉加瓜领土并在第二次里瓦斯战役中打败了沃克军队。在这次战役中，胡安·圣玛利亚发挥了关键作用。他后来被哥斯达黎加人视为民族英雄。
沃克在格拉纳达居住下来并在一场欺骗性的选举之后确认自己为尼加拉瓜总统。他在1856年7月12日就职，并随即展开一项美国化工程。他恢复了奴隶制，确认英语为官方语言，并重新拟定货币和财政政策来鼓励来自美国的移民。意识到他的地位岌岌可危后，沃克把他的侵略运动重新塑造成一场争取黑人奴隶制的斗争，并以此来争取美国南部民众的支持。因此沃克撤消了尼加拉瓜1824年颁布的黑奴解放令。这一举动确实提高了沃克在美国南部的支持度并吸引了新奥尔良颇有影响力的政客皮埃尔·索莱的注意。索莱发动了一些运动来支持沃克的战争。
然而，被霍乱流行病和大量叛逃削弱的沃克军队已经无法和中美各国同盟抗衡。1856年12月14日，格拉纳达被4000名萨尔瓦多和危地马拉士兵包围。沃克的一位将军查尔斯·弗雷德里克·海宁森下令军队在往尼加拉瓜湖逃离前将格拉纳达城焚毀。一把刻有“这里曾是格拉纳达（Here was Granada）”的長矛被遗落在这個古老首都的废墟中。
1857年5月1日，迫于中美各国军队的压力，沃克向美国海军指挥官查尔斯·亨利·戴维斯投降，并被遣返回国。当他在纽约上岸时，他被当做一个英雄。但当他把战败归咎于美国海军时，公众对他的意见有所改变。六个月内，他发动了另一场征伐，但被美国海军中队逮捕，并又一次被遣返回国。当时公众对于美国海军的做法颇有争议。

## 死于洪都拉斯
在写完一份关于在中美的侵略的报告（《War in Nicaragua》）后，沃克再次回到了中美洲。当地一些英国拓殖者由于担心洪都拉斯政府会对他们实行控制，提出要帮助沃克建立一个控制周围岛屿的英语政权。诺克在港口城市丘吉罗登陆，但马上就被英国皇家海军上校诺威尔·萨尔蒙拘留。英国政府控制了英属洪都拉斯周围地区以及莫斯基德海岸，并且在建设中美运河中有很大的战略和经济利益。因此它将沃克视为其在该地区事务的一大威胁。
萨尔蒙上校没有将沃克遣返美国，而是将他交给了洪都拉斯当局。1860年12月12日，射击队在現代一所医院的附近对沃克执行了死刑。当时沃克年仅36岁。他被葬在了丘吉罗。

## 影响和历史地位
沃克鼓舞了很多支持奴隶制的美国南部民众，使他们相信有可能在中美洲建立一个奴隶制帝国。在南北战争前，沃克在美国南部和西部享有很高的知名度。他被那些人称作“沃克将军”、“灰色眼睛的命运之王”。相反，北部民众大多把他当做一个海盗。除了他的智力和个人魅力，沃克一直被认为是一个才能有限的军事、政治领导者。不像其他有相似野心的历史人物，如塞西尔·罗德斯，沃克的宏伟计划最后是失败了的。
在中美国家，1856－1857年发生的反抗沃克的军事行动成为了民族自豪感和认同感的重要来源。这一运动后来被当地史学家和政客宣传为是中美国家所未经历过的独立战争的替代品。4月11日被哥斯达黎加确认为全国性假日，用来纪念在里瓦斯打败沃克的壮举。在那场战役中发挥核心作用的胡安·圣玛利亚成为哥斯达黎加两位民族英雄中的其中一位。另一位就是胡安·拉法·莫拉自己。
尽管在当代，沃克在中美所享有的知名度比在美国要高得多，他与自己出生的城市纳什维尔仍有大量有趣的联系。沃克由于是唯一一位曾成为一国之主的纳什维尔人而被当地人铭记。在离第二大道不远处，他的出生地树立了一座历史纪念物。

## 资料来源
1. 1 2 3  Miss Fanny Juda. . The Grizzly Bear, Official organ of the Native Sons and Native Daughters of the Golden West Vol. XXI., No. 4; Whole No. 142 : February 1919. February 1919  [2009-08-03]. （原始内容存档于2009-08-02）.
2. ↑  Finch, Richard C. . The Tennessee Encyclopedia of History and Culture. The University of Tennessee Press, Knoxville, Tennessee.   [2012-07-26]. （原始内容存档于2017-09-26）.